# Blanca Flor
Blanca Flor (auch: Localidad Blanca Flor oder Comunidad Blanca Flor) ist eine Ortschaft im Departamento Pando im Tiefland des südamerikanischen Anden-Staates Bolivien.

## Lage im Nahraum
Blanca Flor ist der bevölkerungsreichste Ort des Municipios San Lorenzo in der Provinz Madre de Dios und liegt auf einer Höhe von 175 m am linken, nordwestlichen Ufer des Río Beni, der sich weiter flussabwärts bei Riberalta mit dem Río Madre de Dios vereinigt.

## Geographie
Die Ortschaft Blanca Flor liegt im bolivianischen Teil des Amazonasbeckens im nördlichen Teil des Landes, etwa 150 Kilometer Luftlinie südlich der Grenze zu Brasilien.
Die mittlere Durchschnittstemperatur der Region liegt bei 27 °C und schwankt nur unwesentlich zwischen gut 25 °C im Juni/Juli und 28 °C von September bis November (siehe Klimadiagramm Sena). Der Jahresniederschlag beträgt etwa 1.750 mm, bei einer ausgeprägten Trockenzeit von Juni bis August mit Monatsniederschlägen unter 35 mm und einer Feuchtezeit von Dezember bis März mit Monatsniederschlägen von mehr als 200 mm.

## Verkehrsnetz
Blanca Flor liegt in einer Entfernung von 305 Straßenkilometern südöstlich von Cobija, der Hauptstadt des Departamentos.
Von Cobija aus führt die 370 Kilometer lange Nationalstraße Ruta 13 nach Osten über Porvenir nach Puerto Rico, wo sie den Río Orthon überquert, und dann weiter in südwestlicher Richtung über El Sena am Río Madre de Dios und Naranjal nach El Triangulo (El Choro). Bei Naranjal zweigt eine Seitenstraße in südlicher Richtung ab und erreicht Blanca Flor nach weiteren zwanzig Kilometern.

## Bevölkerung
Die Einwohnerzahl der Ortschaft ist in den vergangenen beiden Jahrzehnten auf das Dreifache angestiegen:
| Jahr | Einwohner | Quelle       |
| ---- | --------- | ------------ |
| 1992 | 424       | Volkszählung |
| 2001 | 534       | Volkszählung |
| 2012 | 1 306     | Volkszählung |
| 2024 |           | Volkszählung |

Der Alphabetisierungsgrad bei den über 6-Jährigen im Municipio San Lorenzo war von 82,9 Prozent (1992) auf 84,9 Prozent (2001) angestiegen, die Lebenserwartung der Neugeborenen betrug 57,9 Jahre, die Säuglingssterblichkeit war von 6,5 Prozent (1992) auf 8,8 Prozent im Jahr 2001 angestiegen.
99,8 Prozent der Bevölkerung des Municipio San Lorenzo sprechen Spanisch, 5,3 Prozent sprechen indigene Sprachen. (2001)